# بوليا (آن)
بوليا (بالفرنسية: Polliat)‏ هي بلدية فرنسية تقع في إقليم الآن في فرنسا. رمز إنسي لها هو:1301. أما الرمز البريدي لها فهو: 1310.